# Couque
Couque war ein Volumenmaß in der französischen Landschaft Nieder-Navarra des ehemaligen Departements Unter-Pyrenäen. Es war ein sogenanntes Getreidemaß.
- 1 Couque = 1920 Pariser Kubikzoll = 38 Liter